# NGC 918
NGC 918 је спирална галаксија у сазвежђу Ован која се налази на NGC листи објеката дубоког неба.
Деклинација објекта је + 18° 29' 45" а ректасцензија 2h 25m 50,8s. Привидна величина (магнитуда) објекта NGC 918 износи 12,4 а фотографска магнитуда 13,1. Налази се на удаљености од 18,709 милиона парсека од Сунца. NGC 918 је још познат и под ознакама UGC 1888, MCG 3-7-11, CGCG 462-11, KARA 103, IRAS 02230+1816, PGC 9236.